# Taurida-Höhle

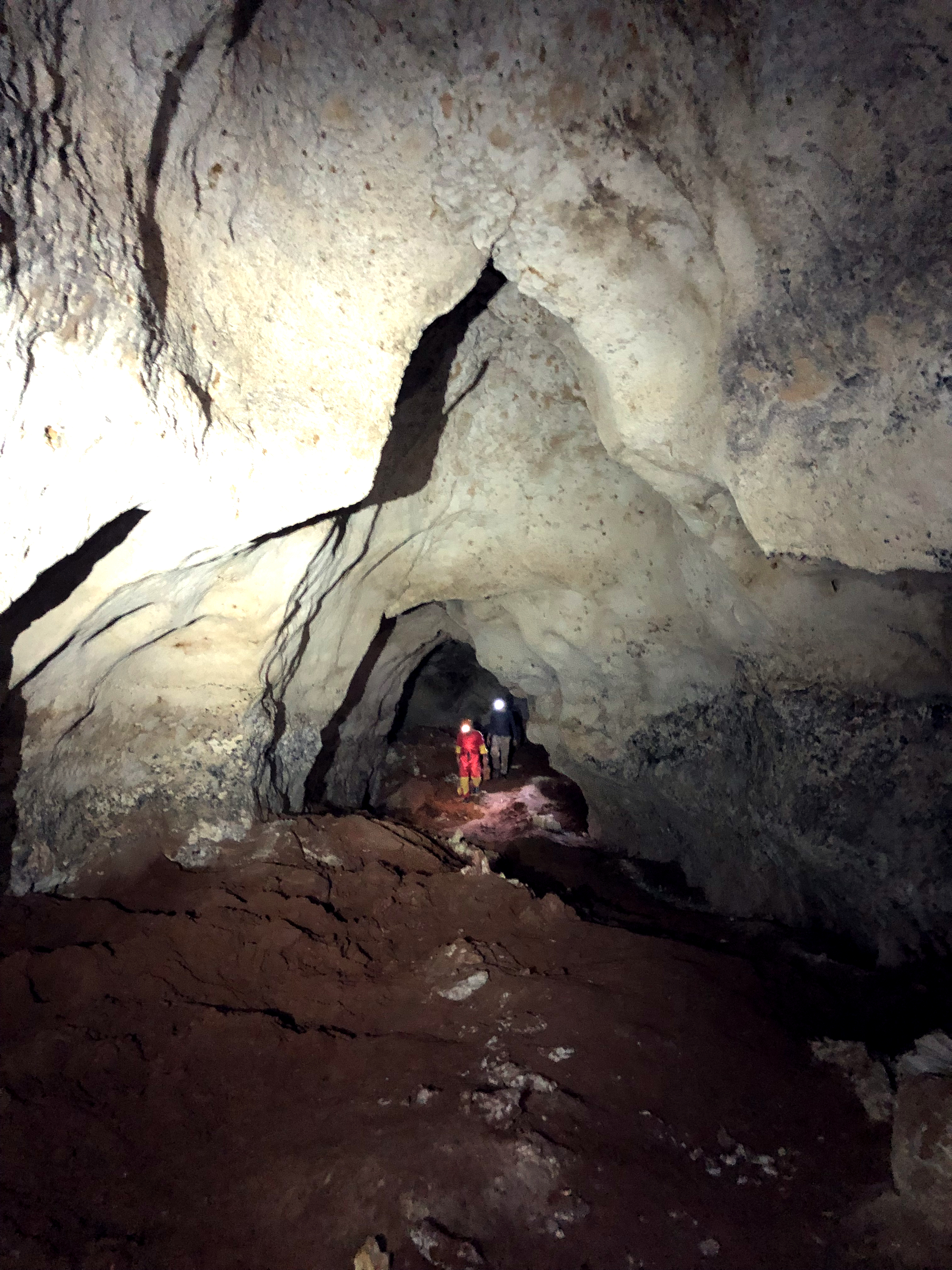
Taurida-Höhle

Die Taurida-Höhle ist eine Karsthöhle im Süden der von Russland annektierten Halbinsel Krim, auf dem Gebiet der Gemeinde Zuya im Rajon Bilohirsk. Sie birgt bedeutende paläontologische Funde.

## Beschreibung
Der Eingangsschacht zur Höhle wurde im Juni 2018 beim Bau der Fernstraße Taurida (P260 Kertsch–Simferopol–Sewastopol) entdeckt. Mit einer bisher erkundeten Länge von rund 1015 Metern ist sie die größte bisher bekannte Karsthöhle auf der Krim. Sie besteht aus einem System von Galerien, die durch labyrinthische Passagen verbunden sind. Die Hauptgalerien haben bis zu 12 Meter Höhe, durchschnittlich 6 bis 8 Meter. Ihre Breite beträgt bis zu 8 Meter, im Durchschnitt 4 bis 5 Meter. Geophysikalische Messungen (geoelektrische Tomographie) ergaben, dass noch unerkundete Höhlenteile existierten. Da die Höhlengalerien recht oberflächennah liegen – der Eingang befindet sich in etwa 14 Meter Tiefe, wurden im Bereich der Straßentrasse erhebliche Senkungen festgestellt, weshalb 2019 unter diesen Abschnitt zur Verstärkung eine auf Pfählen ruhende Betonplatte eingebaut wurde.

## Funde
Im Inneren entdeckte man Knochen- und Zahnfragmente voreiszeitlicher Tiere, insbesondere von Mammutiden (Mastodon). Außerdem fand man Überreste folgender Arten: Südlicher See-Elefant (Archidiskodon meridionalis), zwei Arten von Pferden (Equus stenonis und kleine Equus sp.), zwei Nashorne (Stephanorhinus sp.) und Elasmotherium (Elasmotherium sp.), Riesen-Kamel (Paracamelus gigas), eine Hirschart (Arvernoceros verestchagni),  Stiere (Leptobos sp.), Bison (Eobison sp.), Hasen (Hypolagus brachygnathus), Spiral-Antilope (Gazellospira torticornis), Pontoceros ambiguus, Stachelschwein (Hystrix vinogradovi), Hyäne (Pachycrocuta brevirostris), Ochse (Canis sp.), eine große Säbelzahnkatze (Homotherium crenatidens) und diverse Vogelarten. Einige Knochen sind gespalten, sodass man von der Anwesenheit von Hominiden ausgeht. Unerwartet fand man in der Höhle auch Knochen einer urzeitlichen riesigen Laufvogelart, die 1990 bereits in Georgien nachgewiesen wurde. Sie war mit einer Höhe von etwa 3,50 m und einem Gewicht von etwa 450 kg ähnlich groß wie die Elefantenvögel von Madagaskar, war jedoch ein schnellerer Läufer. Eine Forschergruppe der Russischen Akademie der Wissenschaften um Nikita Wladimirowitsch Selenkow ordnete die Knochen der Art Pachystruthio dmanisensis zu, die 1990 von Nikolai Jossifowitsch Burtschak-Abramowitsch und Abesalom Vekua als Struthio dmanisensis erstbeschrieben wurde.